# Parajapyx scalpellus
Parajapyx scalpellus är en urinsektsart som beskrevs av Fox 1941. Parajapyx scalpellus ingår i släktet Parajapyx och familjen Parajapygidae. Inga underarter finns listade i Catalogue of Life.